# コンピュータゲームに関する世界一の一覧
コンピュータゲームに関する世界一の一覧（コンピュータゲームにかんするせかいいちのいちらん）は、コンピュータゲームの世界で一番の一覧。

## 売上

### ソフトウェア
- Minecraft - 世界一売れたゲームソフト。三億本[1][2]。
- グランド・セフト・オートV
  - 10億ドルの売上を最も早く達成したゲーム及びエンターテインメント作品。3日。ギネス認定[3]。
  - 発売後24時間で売上最高記録を達成したゲーム。
  - 発売後24時間で収益最高記録を生み出したエンターテイメント作品。
  - 世界一売れたアクションアドベンチャーゲーム。1億6000万本以上。ギネス認定[3]。
- マリオシリーズ - 世界一売れたゲームシリーズ。5億6000万本以上。ギネス認定[4]。
- ポケットモンスターシリーズ - 世界一売れたロールプレイングゲームのシリーズ。3億8000万本以上。ギネス認定[5]。
- ザ・シムズ - 世界一売れた社会シミュレーションゲームのシリーズ。2億本以上。ギネス認定[6]。
- コール オブ デューティシリーズ - 世界一売れたファーストパーソン・シューティングゲームのシリーズ。4億本以上。ギネス認定[7]。
- Pokémon GO[8]
  - 配信初月でもっとも収益を上げたモバイルゲーム。2億650万ドル。
  - 配信初月でもっともダウンロードされたモバイルゲーム。1億3000万ダウンロード。
  - 配信初月でもっとも多くの国でダウンロードチャート1位を獲得したモバイルゲーム。70カ国。
  - 配信初月でもっとも多くの国で売上チャート1位を獲得したモバイルゲーム。55カ国。
  - もっとも早く売上高1億ドルに到達したモバイルゲーム。20日間。
- 王者栄耀 - 世界で最も収益を上げたモバイルゲーム。推定128億ドル以上。ギネス認定[6]。
- PUBG: BATTLEGROUNDS - 世界一売れたPCゲームソフト。7500万本以上[9]。

### ゲームハード

#### 任天堂機

##### 据え置き機
- スーパーマリオブラザーズ - 世界一売れたファミリーコンピュータ用ソフト。4024万本以上[10]。ギネス認定（欧米では一部本体同梱。数字は同梱を含んだもの）。
- スーパーマリオワールド - 世界一売れたスーパーファミコン用ソフト。2061万本以上[11]（欧米では一部本体同梱）。
- スーパーマリオ64 - 世界一売れたNINTENDO 64用ソフト。1191万本[12]。
- 大乱闘スマッシュブラザーズDX - 世界一売れたニンテンドー ゲームキューブ用ソフト。738万本[13]。
- Wii Sports - 世界一売れたWii用ソフト。8290万本[14]（欧米では本体同梱。数字は同梱販売のものも含む）。
- マリオカート8 - 世界一売れたWii U用ソフト。846万本[15]。
- マリオカート8 デラックス - 世界一売れたNintendo Switch用ソフト。6820万本以上（2025年3月末時点）[16]。

##### 携帯型機
- テトリス - 世界一売れたゲームボーイ用ソフト。3500万本以上[17]。
- ポケットモンスター ルビー・サファイア - 世界一売れたゲームボーイアドバンス用ソフト。1622万本以上[18]。
- New スーパーマリオブラザーズ - 世界一売れたニンテンドーDS用ソフト。3080万本以上[19]。
- マリオカート7 - 世界一売れたニンテンドー3DS用ソフト。1899万本以上[20]。

#### ソニー

##### 据え置き機
- グランツーリスモ - 世界一売れたPlayStation用ソフト。1085万本[21]。
- グランド・セフト・オート・サンアンドレアス - 世界一売れたPlayStation 2用ソフト。2750万本[22]。
- グランド・セフト・オートV - 世界一売れたPlayStation 3、PlayStation 4、Xbox Oneのソフト。

##### 携帯型機
- グランド・セフト・オート・リバティーシティ・ストーリーズ - 世界一売れたPSP用ソフト。1000万本[23]。

#### XBOX
- Halo 2 - 世界一売れたXbox用ソフト。846万本以上[24]。
- Kinect アドベンチャー! - 世界一売れたXbox 360用ソフト。2400万本以上[25]。
- グランド・セフト・オートV - 世界一売れたPlayStation 3、PlayStation 4、Xbox Oneのソフト。

#### その他ハード
- ソニック・ザ・ヘッジホッグ - 世界一売れたメガドライブ用ソフト。1500万本以上[26]。

### ハードウェア
- PlayStation 2 - 世界一売れたテレビゲーム機。1億5500万台以上。ギネス認定[27]。
- ニンテンドーDS - 世界一売れた携帯型ゲーム機。1億5402万台[28]（上位モデルであるニンテンドーDS LiteとニンテンドーDSiとの合計）。
- ゲームボーイ - 世界で最も早く1億台以上を売り上げたコンシューマーゲーム用のゲーム機。1億1869万台（上位機種であるゲームボーイポケットやゲームボーイライト、ゲームボーイカラーなどとの合計台数）[29]。
- パックマン - 世界一売れたアーケードゲーム機。29万3822台。ギネス認定[30]。
- ストリートファイターII - 世界一売れたコイン式格闘ゲーム。20万台。ギネス認定[31]。
- バランスWiiボード - 世界一売れた家庭用体重計[32]。3,200万台以上。

## 継続期間
- 電車でGO! - 最も長く続く電車運転シミュレーションゲームのシリーズ。ギネス認定[33]。
- 鉄拳シリーズ - 最も長く続く3D対戦型格闘ビデオゲームシリーズ。ギネス認定[34]。
- ストリートファイターシリーズ - 最も長く続く格闘ゲームのシリーズ。ギネス認定[31]。
- FIFAシリーズ - 最も長く続くサッカーゲームのシリーズ。ギネス認定[7]。
- 野沢雅子
  - 最も長く活動したビデオゲームの声優。アニメ『ドラゴンボール』シリーズを題材としたゲームシリーズにおいて、1993年3月20日発売の『ドラゴンボールZ 超武闘伝』以後出演。ギネス認定[35][注釈 1]。
  - ビデオゲームの単一キャラクターを最も長く演じた声優。アニメ『ドラゴンボール』シリーズを題材としたゲームシリーズにおいて、1993年3月20日発売の『ドラゴンボールZ 超武闘伝』以後孫悟空の声を担当。ギネス認定[35][注釈 1]。

## ユーザー数
- ドラゴンクエストIX 星空の守り人 - 世界で最も多くすれちがい通信が行われたゲームソフト。2010年3月4日時点で117,577,073人、ギネス認定[36]。
- フォートナイト バトルロイヤル - 最も同時にプレイされたビデオゲーム。2020年12月1日（日本時間では2日）に行われたマーベルとのコラボイベント「ギャラクタスに立ち向かえ!」[37]に1530万人が参加。ギネス認定[5]。
- Roblox - 世界最大のユーザー生成コンテンツ・プラットフォーム。2021年8月16日現在、1日当たりのアクティブユーザー数4320万人。ギネス認定[3]。
- FWST-8艦隊戦争（EVE ONLINE）[38]
  - 世界最大規模の多人数参加型ゲームのPvPバトル。8825人。
  - 世界最大人数が同時参加した多人数参加型ゲームのPvPバトル。6557人。

## メディアミックス
- ポケットモンスターシリーズ - 最も多く映画化されたビデオゲーム。25本。ギネス認定[5]。
- アーチー・コミック版『ソニック・ザ・ヘッジホッグ』 - 世界一長く続いているビデオゲーム原作の漫画雑誌。1993年7月創刊。ギネス認定[39]。
- ドラゴンボール - 世界で最もビデオゲーム化されたコミック（スーパーヒーロー漫画）。1986年〜2016年に146作が販売。ギネス認定[40][41][42]。
- スクリブルノーツ・アンマスクド: ア・DCコミック・アドベンチャー（英語版） - コミック・ブックのキャラクターが最も多く登場するビデオゲーム。DCユニバースの1718体のキャラクターが登場[注釈 2]。ギネス認定[43]。

## その他
- マリオ - 最も多くのビデオゲームに登場するキャラクター。240作の異なるゲームに登場。ギネス認定[1]。
- ララ・クロフト - 最も多くの雑誌の表紙を飾ったビデオゲームのキャラクター。1230誌以上。ギネス認定[27]。
- PlayStation 2 - 最も多くのビデオゲームが発売されたゲーム機。約4380本。ギネス認定[27]。
- テトリス - 最も多くのプラットホームに移植されたビデオゲーム。70以上のシステム向けに開発、200以上の公式バリアントを生み出す。ギネス認定[27]。
- スーパーマリオ64 - 最高額で取引されたビデオゲーム。2021年7月11日に未開封のものがヘリテージ・オークションズにて156万ドルで落札。ギネス認定[1]。
- ファイナルファンタジーシリーズ - 最もタイトル数の多いRPGシリーズ。2017年にギネス世界記録を受賞、現在も作品数が増え続けている[44]。
- ファイナルファンタジーXIV
  - MMOで最も長いエンドロールを持つタイトル
  - ビデオゲームで最も多くのオリジナルサウンドトラックを持つタイトル

2017年にギネス世界記録を受賞[44][45]、オリジナルサウンドトラックは現在も増え続けている。
- レッド・デッド・リデンプション2 - キャストが最も多いビデオゲーム。1200人の俳優が声優やモーションキャプチャーに協力。ギネス認定[46]。
- トロ・ステーション - 最も多数のニュースを配信したゲーム機向けのサービス。『まいにちいっしょ』『週刊トロ・ステーション』を合わせた配信件数が2011年5月15日時点で1,591件（認定時、配信自体は2013年3月22日まで）、ギネス認定[47][注釈 3]。
- 梅原大吾 - 世界で最も長く賞金を稼いでいるプロゲーマー。ギネス認定[49]。
- Gamer Grandma - 世界最高齢のゲームYouTuber。2020年5月15日現在チャンネル登録者数約20万人、ギネス認定[50]。
- チーム・リキッド - 世界で最も賞金を稼いでいるeスポーツチーム。2022年2月11日現在、3847万6764ドル。ギネス認定[3]。
- kikai - 最も多くのマリオグッズを集めている人物。ギネス認定[51]。
- 甲虫王者ムシキング - 世界でいちばん多くの公式トーナメントが開催されたアーケードゲーム。10万回以上。ギネス認定[52]。
- クイズマジックアカデミー 賢者の扉 - 世界で最も問題数の多いアーケードクイズゲーム。収録問題数は197,429問（現在も更新中）[注釈 4]、2012年11月にギネス認定[53]。
- シェンムーIII - 最も短期間でクラウドファンディングで100万ドルを集めたビデオゲーム。1時間44分。ギネス認定[34]。
- アサシン クリード II - プラチナトロフィー最多獲得のビデオゲーム。2018年2月13日現在、156,569個獲得。ギネス認定[54]。
- ウォーサンダー - 最も多くの機体が登場するフライトシミュレーションゲーム。ギネス認定[55][注釈 5]。
- No Man's Sky - 最もマップの面積が広いゲーム（31,700,000,000,000,000,000,000平方キロメートル）[57]。
- 時計じかけのアクワリオ - 開発開始からリリースまで最も時間がかかったビデオゲーム（28年と81日）。ギネス認定[58]。